# Renaud Longchamps
Pour les articles homonymes, voir Longchamps.
Renaud Longchamps est un poète québécois né en 1952 à Saint-Éphrem-de-Beauce. 
Il a fait ses études au Cégep Garneau de Québec et à l'Université Laval à Québec. 
Le fonds d'archives de Renaud Longchamps est conservé au centre d'archives de Montréal de Bibliothèque et Archives nationales du Québec. 

## Œuvres
- Paroles d'ici, 1972
- L'homme imminent, 1973
- Anticorps suivi de Charpente charnelle, 1974
- Sur l'aire du lire, 1974
- Didactique: une sémiotique de l'espèce, 1975
- Main armée, 1976
- Terres rares, 1976
- Fers moteurs, 1976
- Comme d'hasard ouvrable, 1977
- Babel I. Après le déluge, 1981
- Le désir de la production, 1981
- Miguasha, 1983
- Babel II. L'Escarfé, 1984
- Le Détail de l'apocalypse, 1985
- Babel III. Américane, 1986
- Légendes suivi de Sommation sur l'histoire, 1988
- Décimation : la fin des mammifères..., 1991
- Babelle, 2006
- Visions, 2010
- Positifs, 2011
- Utopies, 2012
- Quatre saisons en enfer, 201pbabelle 20063

## Honneurs
- 1988 - Prix Émile-Nelligan
- 1992 - Grand Prix du Festival international de la poésie